# Yellow Rose
Yellow Rose (The Yellow Rose) è una serie televisiva statunitense in 22 episodi trasmessi per la prima volta nel corso di una sola stagione dal 1983 al 1984.
È una serie dai toni da soap opera che racconta gli amori e gli intrighi di una famiglia proprietaria del ranch di 200.000 acri denominato Yellow Rose in Texas, sulla scia della più nota serie Dallas. Ebbe vita breve e fu cancellata dalla NBC dopo la fine della prima stagione.

## Trama
La storia gira intorno a La rosa gialla (The Yellow Rose), un ranch di 200.000 acri in Texas gestito dai figli del fondatore, Wade Champion. Essi (Roy e Quisto) e la vedova di Wade, Colleen (29 anni), curano il ranch.

## Personaggi
- Colleen Champion (22 episodi, 1983-1984), interpretata da	Cybill Shepherd.
È la giovane vedova ventinovenne di Wade Champion, fondatore del ranch.
- Roy Champion (22 episodi, 1983-1984), interpretato da David Soul.
È il figlio di Wade, si innamora della matrigna Colleen.
- Quisto Champion (22 episodi, 1983-1984), interpretato da	Edward Albert.
- Luther Dillard (22 episodi, 1983-1984), interpretato da Noah Beery Jr..
- Hoyt Coryell (22 episodi, 1983-1984), interpretato da Ken Curtis.
- Whit Champion (22 episodi, 1983-1984), interpretato da Tom Schanley.
- L.C. Champion (22 episodi, 1983-1984), interpretata da Michelle Bennett.
- Jeb Hollister (22 episodi, 1983-1984), interpretato da Chuck Connors.
- sceriffo Lew Wallace (10 episodi, 1983-1984), interpretato da L.Q. Jones.
- Lenny Hollister (10 episodi, 1983-1984), interpretato da Steve Sandor.
- Juliette Hollister (9 episodi, 1983-1984), interpretata da Deborah Shelton.
- Grace McKenzie (9 episodi, 1983), interpretata da Susan Anspach.
È la cuoca.
- Rudy Lansing (7 episodi, 1983-1984), interpretato da Barney McFadden.
- John Stronghart (7 episodi, 1983-1984), interpretato da Will Sampson.
- Caryn Cabrera (5 episodi, 1983-1984), interpretata da Kerrie Keane.
- Sanchez (4 episodi, 1983), interpretato da Mike Gomez.
- Marlene (3 episodi, 1983-1984), interpretata da Karen Carlson.
- Clem (3 episodi, 1983-1984), interpretato da Bert Remsen.
- Barton Pearce (3 episodi, 1983), interpretato da Jim Antonio.
- Del Horton (3 episodi, 1983), interpretato da Lonny Chapman.
- Sal (3 episodi, 1983), interpretato da Steven Keats.
- Rose Hollister (3 episodi, 1984), interpretata da Jane Russell.
- Warden Carl Garrett (2 episodi, 1983-1984), interpretato da Hugh Gillin.
- Barbara Anderson (2 episodi, 1983-1984), interpretata da Robin Wright.
- Giudice Sam Claymore (2 episodi, 1983), interpretato da Dick Sargent.
- Toat Gilmore (2 episodi, 1984), interpretato da Buddy Ebsen.
- Jed Fargo (2 episodi, 1984), interpretato da William Smith.
- Virgil Mapes (2 episodi, 1984), interpretato da	 William Windom.

## Produzione
La serie fu prodotta da Warner Bros. Television e girata negli studios della Warner Brothers a Burbank, nel Big Sky Ranch a Simi Valley e a Lancaster in California. Le musiche furono composte da Jerrold Immel. La sigla della serie, The Yellow Rose, fu interpretata dai cantanti country Johnny Lee e Lane Brody e divenne una hit nella classifica di Billboard del 21 aprile 1984.

### Registi
Tra i registi della serie sono accreditati:
- Lee H. Katzin (10 episodi, 1983-1984)
- Harry Falk (3 episodi, 1983-1984)
- Burt Kennedy (2 episodi, 1983)
- Paul Krasny (2 episodi, 1984)

## Distribuzione
La serie fu trasmessa negli Stati Uniti dal 1983 al 1984 sulla rete televisiva NBC. In Italia è stata trasmessa a partire dal 2 luglio 1986 su Rete 4 con il titolo Yellow Rose.
Alcune delle uscite internazionali sono state:
- negli Stati Uniti il 2 ottobre 1983 (The Yellow Rose)
- in Spagna (La rosa amarilla)
- in Italia (Yellow Rose)

### Home Video
La Warner Bros. ha distribuito la serie completa in DVD il 3 maggio 2011, composto da tutti i 22 episodi divisi in cinque dischi.

## Episodi
| Stagione       | Episodi | Prima TV USA |
| -------------- | ------- | ------------ |
| Prima stagione | 22      | 1983-1984    |